# Титул учтивости
Титул учтивости, титул по обычаю (фр. titre de courtoisie, англ. courtesy title) — у аристократии некоторых стран личный титул, используемый как основной способ именования наследников титулованных дворян (старших сыновей и внуков). В отличие от титулованной аристократии в ряде других стран (Россия, Германия, Польша), во Франции, Великобритании и Испании носителем титула является не любой представитель рода, а только его глава. Поскольку предполагается, что впоследствии титул унаследуют его сыновья (внуки), они неформально также используют титул, но, как правило, «младшего» ранга.

## Франция
Тогдашнее дворянство не походило на нынешних случайных дворян, старающихся создать нисходящую иерархию титулов: ведь сын маркиза еще не граф, сын виконта — не барон, как сын генерала не может быть полковником от рождения. Но мелочное тщеславие наших дней услаждается такой выдумкой.
Во Франции сыновья носителей ряда титулов традиционно использовали второстепенный титул отца: так, сын герцога де Ларошфуко при жизни отца титуловался «принц де Марсийак», сын принца Конде — «герцог де Бурбон», герцога Орлеанского — «герцог Шартрский» и т. п. В последнем случае, поскольку отец носил два равнозначных титула (герцогских), основным являлся тот, креация которого совершилась раньше (креация герцога Орлеанского в 1344 году, креация герцога Шартрского — в XVI веке). Если второстепенный титул отсутствовал, то сыновья и внуки могли использовать титул на ранг ниже отцовского с той же основной частью — сын герцога титуловался маркизом (но чаще — графом), сын графа — виконтом.  Практика титулов учтивости сохраняется дворянами во Французской республике (где титулы признаются судами официально) и после окончательного падения монархии в 1870 году.

## Великобритания
В Великобритании титулы учтивости используются детьми и старшими (по мужской линии) внуками наследственных пэров.
У пэров, имеющих титул не ниже графского, титул учтивости старших сыновей и старших внуков повторяет один из младших «подчинённых титулов», однако используется без определенного артикля the. Сыновья и внуки пэров, даже используя титулы учтивости «граф», «виконт», «маркиз», считаются простолюдинами (commoners) и могут избираться только в Палату общин.
Например, герцог Норфолк (the Duke of Norfolk) имеет второстепенные титулы граф Арундел (the Earl of Arundel) и барон Малтрейверс (the Lord Maltravers). При этом его называют по главному титулу — «герцог Норфолк». Старший сын герцога Норфолка при жизни отца титулуется «граф Арундел» (Earl of Arundel), а его старший сын, старший внук герцога, может называться «лорд Малтрейверс». При этом он сам на общих основаниях не является пэром (если ему монархом не присвоен другой наследственный титул или пожизненное пэрство в личном порядке) и не имеет права на членство в Палате лордов. В обычном случае место в палате лордов граф Арундел получит только после смерти отца и перехода к нему основного титула герцога Норфолка.
Выбор конкретного титула учтивости из нескольких второстепенных титулов диктуется семейной традицией. Он может меняться при получении семьёй новых более высоких титулов или пресечения старших линий, которым были присвоены те или иные второстепенные титулы (младшая линия после пресечения старшей наследует только набор титулов, который имел общий предок). В качестве второстепенного имени выбирают титул, наименование которого не совпадает с самым старшим титулом; если наименования второстепенных титулов совпадают (например, если «герцог Вестминстер» одновременно является «графом Вестминстером»), в качестве титула учтивости может использоваться конструкция вида «лорд + фамилия» (без имени, аналогично титулованию баронов).
Если род не имеет второстепенного титула, используются фиктивные обозначения либо конструкция «лорд + фамилия». Графы Оксфорд из рода де Вер использовали титул учтивости «виконт Балбек», хотя такого титула семье не присваивалось.
В качестве титула учтивости младших сыновей герцогов и маркизов используется титул лорд перед именем и фамилией («лорд Рэндольф Черчилль»). Младшие сыновья графов и все сыновья виконтов и баронов именуются просто «Достопочтенный» (Honourable). Фамилия для краткости может опускаться, но имя — нет: так, к лорду Рэндольфу Черчиллю можно обратиться: «лорд Рэндольф», но не «лорд Черчилль». Официальный титул супруги в таком случае звучит «леди Рэндольф Черчилль» или просто «леди Рэндольф».
Незамужние дочери герцогов, маркизов и графов титулуются леди перед именем и фамилией («леди Диана Спенсер»); этот титул не наследуется и не даёт их мужьям право использовать титул лорда. Незамужние дочери виконтов и баронов именуются «Достопочтенными». Эти титулы сохраняются и в замужестве, если муж не имеет собственного титула; но девичья фамилия при этом заменяется на фамилию мужа.